# Leptotes callanga
Leptotes callanga är en fjärilsart som beskrevs av Dyar 1913. Leptotes callanga ingår i släktet Leptotes och familjen juvelvingar. Inga underarter finns listade i Catalogue of Life.